# Berdsk
Berdsk (Russisch: Бердск) is een stad in de Russische oblast Novosibirsk. Met ruim 100.000 inwoners is het de tweede stad van de oblast na Novosibirsk. Het vormt een satellietstad van Novosibirsk en ligt als zodanig binnen de Agglomeratie van Novosibirsk. Berdsk ontstond rond 1716 als een fort aan de rivier de Berd en heeft sinds 1944 de status van stad. In 1957 werd een deel van de stad 8 kilometer verplaatst omdat het binnen de zone van het Stuwmeer van Novosibirsk ("Obzee") kwam te liggen. Daardoor dateren de oudste gebouwen van de stad -die al op de huidige locatie stonden- uit 1915.

## Geografie

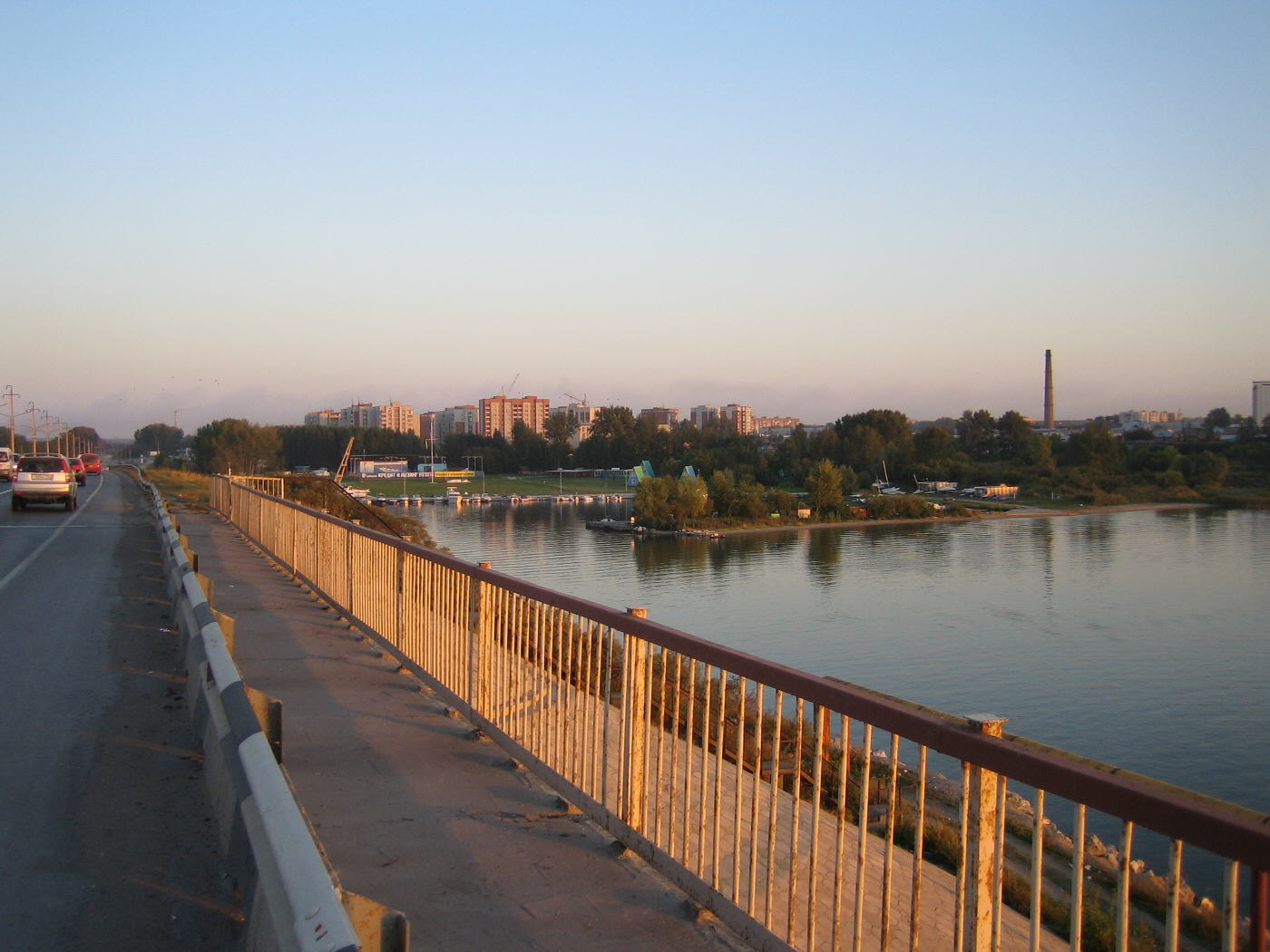
Microdistrict Noord met ervoor een jachthaven, gezien vanaf de brug over de Berd in noordelijke richting.

De stad ligt op de linkeroever van de Golf van Berd (Berdski zaliv); het overstroomde deel van de rivier de Berd, bij haar instroom in de Ob. Echter, door een verplaatsing in de jaren 1950, ligt nog slechts een klein deel aan de instroom. De rest van de stad ligt verder van de rivier. De stad heeft (volgens gegevens van 2008) een oppervlakte van 67,06 km². De omgeving is vlak. Ten zuiden van de stad liggen velden en aan westzijde, in de richting van het stuwmeer, ligt een dennenbos van ongeveer 20 km² groot.
De woongebieden van de stad bestaan voor ongeveer 50% uit flatgebouwen en ongeveer een derde uit voornamelijk houten huizen. De laatste hebben tot op heden vaak geen centrale verwarming, waterleiding of riolering. De stad telt verder drie industriegebieden. De meeste gebouwen stammen door de verplaatsing uit 1958 of later. Het oudste gebouw dateert uit 1915. Bij de overstroming van het Stuwmeer van Novosibirsk gingen alle toen nog resterende 18e- en 19e-eeuwse gebouwen verloren.
Berdsk kent een gematigd landklimaat met een gemiddelde luchttemperatuur van +0,1 °C (−19 °C in januari, +18 tot +19 °C in juli). De vorst zet meestal aan het begin of in de tweede helft van september in en eind mei is alles weer ijsvrij. De gemiddelde jaarlijkse neerslag bedraagt 380 tot 410 mm. De lente duurt 2 maanden (april en mei) en kent veel zonnige dagen. De zomer is kort, niet erg heet en kent de meeste neerslag.
| Stad         | Afstand (km, auto) | Richting  | Stad                         | Afstand (km, auto) | Richting  |
| ------------ | ------------------ | --------- | ---------------------------- | ------------------ | --------- |
| Novosibirsk  | 33                 | noord     | Kamen aan de Ob (kraj Altaj) | 233                | zuidwest  |
| Iskitim      | 18                 | zuidoost  | Joerga (oblast Kemerovo)     | 205                | noordoost |
| Ob           | 49                 | noordwest | Novoaltajsk (kraj Altaj)     | 193                | zuid      |
| Tsjerepanovo | 71                 | zuid      | Barnaoel (kraj Altaj)        | 207                | zuid      |
| Togoetsjin   | 154                | noordoost | Zarinsk (kraj Altaj)         | 264                | zuidoost  |
| Bolotnoje    | 164                | noordoost | Topki (oblast Kemerovo)      | 266                | oost      |
| Tsjoelym     | 178                | west      | Solair (oblast Kemerovo)     | 183                | oost      |

## Geschiedenis

### Naam
De oorsprong van de naam Berd(sk) is onbekend. Het wordt voor mogelijk geacht dat deze uit het Tataars afkomstig is.

### Ostrog Berdsk (18e eeuw)
Het gebied van de huidige oblast Novosibirsk werd gedurende de 17e en 18e eeuw bevolkt door de Russen. Dit waren met name weggelopen boeren (weggevlucht voor de onderdrukking door de autoriteiten ten tijde van Peter de Grote), oudgelovigen, vrijbuiters en bontjagers op zoek naar een beter leven. Begin 18e eeuw was de bevolking in het stroomgebied van de Berd zover gegroeid dat de lokale bevolking van de autoriteiten eiste dat ze er een ostrog zouden bouwen om hen te beschermen tegen mogelijke aanvallen van nomaden uit het zuiden. In 1716 werd onder leiding van Ivan Boetkejev (Poolse ex-gevangene die zich in Rusland had gevestigd en dienstlid was geworden) begonnen met de bouw van het houten fort. Van twee zijden werd het afgesloten door natuurlijke barrières: Door de Ob en Berd met hun steile oevers, waarvandaan de vallei van de Ob goed kon worden overzien. Aan een derde zijde werd de plaats omsloten door een dicht bos. Het jaar van stichting is onbekend: Volgens sommige onderzoekers gebeurde dit reeds voor 1716, aangezien er vroegere referenties zijn naar het bestaan van de ostrog op deze plek. Ook wordt hiervoor het feit opgevoerd dat er reeds een jasakinningsweg richting Koeznetsk lag in de 17e eeuw. In een schetsboek uit 1710 is er geen bewoning te zien op deze plaats, maar het kan zijn dat het fort eerder was vernietigd bij een aanval. Als meest waarschijnlijke jaar van stichting wordt echter 1716 aangehouden. Tot 1717 was de ostrog bestuurlijk gezien ondergeschikt aan de gouverneurs uit Tomsk, maar in april van dat jaar werd het ondergeschikt aan Koeznetsk. Het garnizoen van de ostrog hield de wacht, zamelde jasak in onder de lokale bevolkingsgroepen (niet-Russen), zamelde bont in en werkte in de landbouw. De ostrog lag in een gebied met vruchtbare grond en groeide al snel uit tot het landbouwcentrum van de Boven-Priobjeregio (Priobje = aan de Ob). De bevolking groeide als gevolg van de instroom van boeren uit de Europese gouvernementen van het Russische Rijk, waaronder ook rebellen en vrijdenkers. Een beschrijving uit 1734 luidt: 
Wal uit opgezande balken met een hoogte van drie sazjen [(ongeveer 6 meter)] staande in een boog tussen de Ob en de Berd, voor de wal was een gracht met katapulten en palen. Op de hoeken stonden wachttorens. Alle woonhuizen, de Sretenië-kerk, bestuursgebouw, gerechtsgebouw, graanschuren en het garnizoen bevonden zich binnen de ostrog. Het garnizoen bestond uit Belomestnye Kozakken ([dat is kozakken met eigen grond]), die geweren hadden en slechts een klein kanon.
De eerste helft van de 18e eeuw werd Berdsk gekenmerkt door tegenstand van de boeren tegen de lokale autoriteiten en de inwoners van de ostrog. Tijdens bijeenkomsten kozen de boeren regelmatig vertegenwoordigers die met gezamenlijke tsjelobitnye (petities) zich wendden tot het gouvernementsbestuur. Van tijd tot tijd mondde de ontevredenheid onder de boeren uit tot volksopstanden. De boerenopstand van 1725 tot 1732 onder leiding van boer Prokofi Sokolov was de eerste in het Priobje-gebied rond het huidige Novosibirsk. De opstand van 1736, die gericht was tegen de Koeznetskse sotnik A. Chabarov, werd veroorzaakt door de excessief hoge belastingen die waren opgelegd aan de boeren. In 1746 vond de laatste opstand plaats tegen deti bojar S. Melnikov, die de lokale bevolking onderdrukte. Volgens de Siberische Prikaz telden de ostrog van Berdsk en omliggende dorpen 433 boerderijen, waar 1582 mannen leefden (vrouwen werden destijds minder belangrijk gevonden). In de jaren 1730 werd de Siberische Trakt (Moskovski Trakt) door Berdsk aangelegd, hetgeen een nieuwe impuls gaf aan de ontwikkeling van de plaats: Er ontstond handel en handwerkslieden begonnen zich er te vestigen. In de jaren 1760 telde de ostrog drie smederijen en stonden er 34 molens in de omringende dorpen. In 1782 kreeg Berdsk de status van stad.

### Kolyvan
Tegen het einde van de 18e eeuw was Berdsk uitgegroeid tot het economische centrum van de Boven-Priobje. Begin jaren 1780 ontstond daarop het plan om het gouvernementscentrum te verplaatsen van Tomsk naar Berdsk. Daartoe werd in 1783 het gouvernement Kolyvan opgericht, waarvan het bestuurlijk centrum direct naast de ostrog van Berdsk verrees. In mei 1783 tekende Catharina de Grote de formele oekaze waarmee een en ander geregeld werd. Berdsk werd daartoe hernoemd tot Kolyvan. Voor het bestuur moesten stenen gebouwen van twee verdiepingen worden gebouwd, alsook een aantal speciale houten gebouwen. Kolyvan werd daarop in rap tempo ontwikkeld. Er verrezen nieuwe kantoren, marktgebouwen, giethuizen en een aantal gouvernementsdiensten verhuisden naar Kolyvan vanuit Tomsk. Rond die tijd verloor de ostrog haar militaire waarde en in 1791 besloot gouverneur B. Möller om de torens van de ostrog te verkopen, maar omdat die inmiddels zo vervallen waren was er geen enkele geïnteresseerde koper en verdween het hout naar de lokale kerk. In 1797 werd duidelijk dat het plan voor een gouvernement rond Berdsk toch niet zo slim was geweest; de kosten waren erg hoog en er waren angsten voor een mogelijke overstroming van de Ob. Daarop werd het gouvernement weer opgeheven en tot onderdeel gemaakt van het gouvernement Tobolsk. De plaats kreeg haar oude naam terug, nu als het dorp Berdskoje.

### Berdskoje tijdens het Russische Rijk
In de 19e eeuw vormde Berdskoje een groot handelsdorp en behield het haar status als een van de landbouwcentra van West-Siberië. Begin 19e eeuw werd goud gevonden in de Berd; in de bovenlopen van de rivier in de Salairrug, op 200 kilometer ten zuidoosten van Berdskoje. Door Berdskoje liep de Barnaoelse Trakt, die de Kolyvan-Voskresnenskieje-fabrieken van de Altaj verbond met de Siberische Trakt. Begin 20e eeuw vormde het dorp Berdskoje het bestuurlijk centrum van de volost Berdskoje binnen de okroeg Nikolajevskoje. Het dorp wist haar positie als landbouwcentrum te behouden als groot centrum voor de verwerking van graan, die gebracht werd uit de dorpen aan de bovenloop van de Ob (het hele gebied van de huidige oblast Novosibirsk en de kraj Altaj). Deze rol groeide na de aanleg van de Trans-Siberische spoorlijn. De inwoners waren destijds actief in de landbouw, veeteelt, handwerken, vervoer en handel. Het dorp maakte een grote groei door begin 20e eeuw. In 1907 woonden ongeveer 1500 mensen in het dorp en in 1909 telde het dorp 618 huizen, hetgeen in 1914 gegroeid was tot 800 huizen waar ongeveer 6000 mensen woonden. In 1907 stonden in het dorp een post- en telegraafstation, kerk, school en een instelling voor koemistherapie. In het dorp bevonden zich 20 handelsondernemingen waar jaarlijks 450.000 roebel werd omgezet. Er werd een handelskade aangelegd in het dorp, waarvan de omzet werd vergeleken met die van Novonikolajevsk. Jaarlijks telde het dorp twee jaarmarkten: De Ivanovomarkt (24 juni - 1 juli) waar manufacturen werden verkocht en waar 8 tot 10.000 roebel werd omgezet en de Michajlovskmarkt (vanaf 8 november gedurende 2 tot 3 weken) waar met name landbouwproducten werden verkocht. Elke week werd op vrijdag en zaterdag een markt gehouden waar mensen uit omliggende dorpen en Novonikolajevsk kwamen.

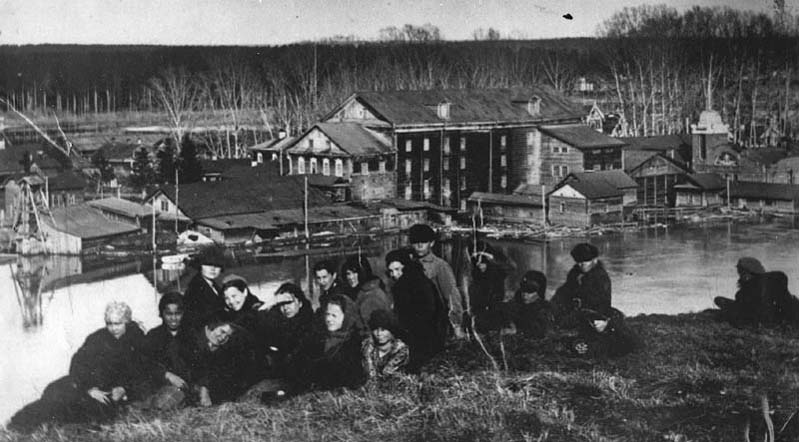
De molen van Gorochov in de jaren 1920 tijdens de lenteoverstromingen.

Naast het dorp bevond zich een van de belangrijkste ondernemingen van het gouvernement; de korenmolen van handelaar V.A. Gorochov, die een capaciteit had van 90 ton graan per dag en een jaarlijkse omzet van 400.000 roebel. De meel werd verpakt in speciale gelabelde zakken om te worden verkocht in steden in Siberië, Europees Rusland en in het buitenland. Gorochov had een boot waarmee expedities werden ondernomen om bij de Noordoostelijke Doorvaart graan te verkopen aan Britse handelaren. In 1909 won de molen een kleine gouden medaille op de wereldtentoonstelling van Parijs. Gorochov had ook een sociale functie voor het dorp; er was een bibliotheek, een culturele instelling en een technische school, waar mensen werden opgeleid voor het werk in de molen en op stoomsleepboten. In 1909 (volgens andere bronnen tussen 1913 en 1914) werd op initiatief van de zoon van handelaar Gorochov onder leiding van Duitse ingenieurs een elektrische kabelbaan gebouwd met een lengte van 4 wersten, die de opslagloodsen verbonden met de kade. Voor de aanleg werd een gat van 200 meter breed geslagen in het dennenbos. In 1915 werd de Altajspoorlijn geopend, die het dorp verbond met Novonikolajevsk en Barnaoel. Het station lag echter niet in het dorp, maar er 9 kilometer buiten, waardoor eerst nog een weg moest worden aangelegd. Het station werd geopend in 1912. Door de algehele mobilisatie voor de Eerste Wereldoorlog en de daaropvolgende Russische Burgeroorlog werd de nijverheid van Berdskoje zwaar getroffen, en daarmee ook de welvaart van het dorp.

### Russische Burgeroorlog
In december 1917 werd de autoriteit in de oejezd gecentraliseerd in Novonikolajevsk. In januari 1918 werden in de volost van Berdskoje een raad van bolsjewistische afgevaardigden gekozen (pejoratief ook 'Sovdep' genoemd), waarbij arbeider Nikifor Zverev werd verkozen tot leider. Deze maakte zich meteen al impopulair onder de bevolking door al na een paar dagen ongeveer 70 ton tarwe naar Europees Rusland te sturen ondanks het feit dat er ondervoeding heerste onder gezinnen in Berdskoje. De raad ging vervolgens over tot de nationalisering van de ondernemingen van Berdskoje en stelde een arbeidersbestuur in op de molen van Gorochov. Nadat de burgeroorlog was uitgebroken viel Berdskoje in de handen van de Witten en richtte Zverev in reactie daarop een guerillaorganisatie op die actief was in de omgeving van Berdskoje. In het dorp zelf was een ondergrondse bolsjewistische groepering actief, waarvan de leiding in handen van de vroegere zadelmaker V. I. Dengin en de Petersburgse universitaire student Anton Lesjoek, die de post van de secretaris van de volost wist te onderscheppen. De prikacties van partizanden leidden ertoe dat in juli 1919 een grote troepenmacht (voor het vervoer ervan waren 3 stoomschepen nodig) neerstreek in Berdskoje. Nabij het dorp Sosnovka ontstond daarop een gevecht, waarbij de bolsjewieken verslagen werden. Kort daarop werden ook Dengin en Lesjoek gearresteerd en geëxecuteerd. De gewonde Zverev wist echter uit zijn hechtenis te ontsnappen en opnieuw een groep gelijkgezinden bij elkaar te krijgen voor nieuwe guerrilla-acties, waarover hij de leiding had. De inwoners van het dorp waren niet te spreken over de witten en pleegden passief verzet tegen de onderdrukking door de witte autoriteiten. Met de verovering van Novonikolajevsk door de bolsjewieken verdwenen de witten uit Berdskoje. In januari 1920 werden daarop de slachtoffers van de onderdrukking door de witten in een massagraf begraven.

### Jaren 1920-40

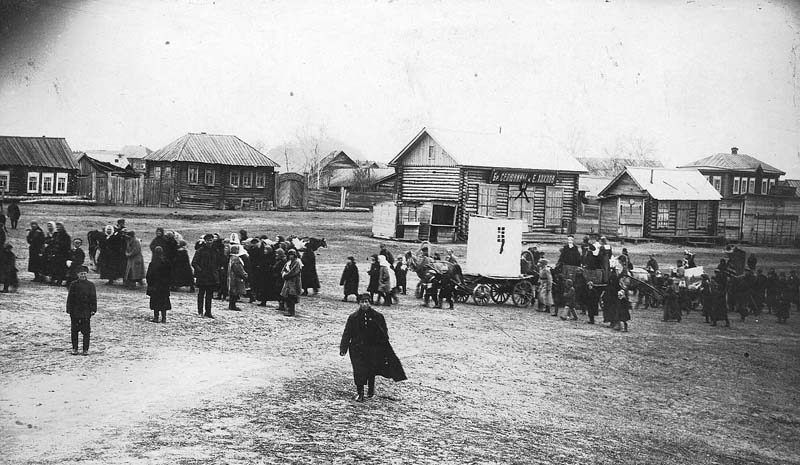
Het centrum van Berdskoje in de jaren 1920

In de jaren 1920 werd Berdskoje het bestuurlijk centrum van een district (rajon). Volgens de gegevens telde het dorp op 1 december 1925 1039 huishoudens en 4544 inwoners. In die tijd was er het laarzenmakers artel "proletariër" (Proletari; productie valenki en vilt), een steenfabriek, een kade, landbouwstation (agropoenkt), bosbeheerkantoor, telegraafkantoor, kredietcoöperatief, 3 zaken van de verbruikscoöperatie, een boekenzaak, een ammunitiezaak voor jachtwapens, volksbibliotheek, leeszaal, sociëteit, volksgebouw (narodny dom), kindercommune en selsovjet. De bevolking hield zich bezig met pottenbakken, laarzenmaken, smeden en andere handwerken. Het dorp had een basis- en middelbare school (stoepen-1 en -2), een beroeps- en technische school, Komsomolcentra in het kader van de USSR-campagne tegen analfabetisme (jaren 1920-30), ziekenhuis en ambulatorium. De molen van Gorchov werd hernoemd tot staatsmolen N 200 "Froenze" en kreeg een nieuwe impuls ten tijde van de Nieuwe Economische Politiek, die ook een positieve invloed had op de ontwikkeling van Berdskoje. In 1926 telde de plaats reeds 1199 bedrijven. In 1929 kreeg het daarop de status van nederzetting met stedelijk karakter, aanvankelijk onder de classificatie datsjanederzetting, maar vanaf 1934 als arbeidersnederzetting.
In 1930 telde de plaats 5751 inwoners. De collectivisatie van de jaren 1930 zorgde voor een grote omslag in Berdsk. Boeren die succes hadden gehad kregen te maken met de dekoelakisering en de grote massa werd in de kolchozen gedreven. De vroegere partizaan Nikifor Zverev kwam op voor de als 'koelak' bestempelde boeren en schreef daarvoor persoonlijke brieven naar Stalin. Hij stierf echter reeds in 1930 aan tyfus. In 1933 verloor Berdsk haar status als districtcentrum aan Iskitim. In de jaren 1930 groeide Berdsk uit tot recreatiegebied voor de inwoners van Novosibirsk, waartoe in het dennenbos op de oevers van de Berd sanatoria en recreatiecentra werden gebouwd. Het lokale tuberculosesanatorium trok bezoekers uit de hele Sovjet-Unie. Het dorp werd in die tijd onder meer uitgebreid met een graanzuiger, brandstofopslag (neftebaza) en een vliegveld.
In 1929 namen werden de inwoners ingezet bij het Chinees-Sovjet-Russisch conflict, in 1939 bij de Slag bij Halhin Gol en het jaar erop in de Winteroorlog.

### Tweede Wereldoorlog
In juni 1941 was de bevolking gegroeid tot ruim 6000 mensen. Veel inwoners namen deel aan de grote slagen van het Oostfront, waaronder de slagen om Moskou, Leningrad en Stalingrad. De productiefaciliteiten in de stad werden omgebouwd om te kunnen worden gebruikt voor de oorlogsindustrie, daarbij aangevuld met een aantal uit Charkov geëvacueerde fabrieken. De productie zou daarbij zijn verhoogd met 360%. Ruim 3800 bewoners ontvingen later de Medaille voor Heldhaftige Arbeid in de Grote Vaderlandse Oorlog van 1941-1945. Tijdens de oorlog kreeg de plaats in 1944 de status van stad (onder oblastniveau). Er werden daarvoor diverse omliggende gebieden bij de nieuwe stad gevoegd.

### Verplaatsing van de stad
Na de Tweede Wereldoorlog werd de oorlogsindustrie omgevormd tot nieuwe bedrijvigheid, waaronder een fabriek waar radio's en platenspelers werden gemaakt.
In de periode daarop werd echter besloten tot de aanleg van het Stuwmeer van Novosibirsk, waardoor de hele stad onder water zou komen te staan. Daarom werd besloten de stad 8 kilometer te verplaatsen naar een locatie rond het spoorstation. Deze enorme operatie startte in 1953 en werd voltooid in 1957. Er werden daarbij ongeveer 11.000 gebouwen verplaatst, waaronder 10 fabrieken, 4 scholen, 8 medische posten, 30 winkels, 2264 woningen en staatsgebouwen. Ook werd een massagraf van soldaten die voor het Sovjetleger hadden gevochten verplaatst. Er werd 17 miljoen roebel uitgetrokken om de te verplaatsen bewoners schadeloos te stellen.

### Recente geschiedenis
De nieuwe stad werd opgezet volgens een schaakbordpatroon met brede wegen en dubbel zoveel ruimte voor appartementen ten opzichte van voor de verplaatsing. Tussen 1967 en 1975 werd de stedelijke infrastructuur verder uitgebreid om van Berdsk een moderne stad te maken. Er werden rioolzuiveringsinstallaties, waterpompinstallaties en drinkwatervoorzieningen, systemen voor stadsverwarming en elektriciteitscentrales aangelegd en de stad werd voorzien van waterleiding en grote delen werden ook voorzien van elektriciteit en een radiocommunicatienetwerk. Er werd verder 13 hectare aan volkstuinen aangelegd. In die tijd werden ook een broodfabriek en een kledingfabriek gebouwd. Tegen 1962 was de industriële productie bijna verdubbeld. Tussen 1967 en 1973 werden veel appartementen gebouwd.
De belangrijkste economische sectoren van de stad werden de eerder genoemde radiofabriek (in de sovjettijd 12.000 werknemers, vanaf 1985 bekend als 'Vega'), een elektromechanische fabriek (in 1959 opgericht voor de ruimtevaartindustrie) en een chemische fabriek (waar onder andere biowapens werden gemaakt).
In 1974 werd een nieuw uitlegplan gepresenteerd om de stad te verbeteren op het gebied van openbaar groen, openbare gezondheid en openbaar vervoer. In 1980 werd het Overwinningspark geopend met een groot aantal soorten struiken uit Siberië en het Russische Verre Oosten.
Na de Sovjetperiode brak een nieuwe periode van de stad aan, waarbij de Russisch-Orthodoxe Kerk meer van zich deed spreken, met de bouw van de Transfiguratiekathedraal in de jaren 1990 als meest zichtbare voorbeeld. De bedrijvigheid nam -na een dip in de jaren 1990- eveneens flink toe, wat weer een gunstig effect had op de ontwikkeling van de bevolking.

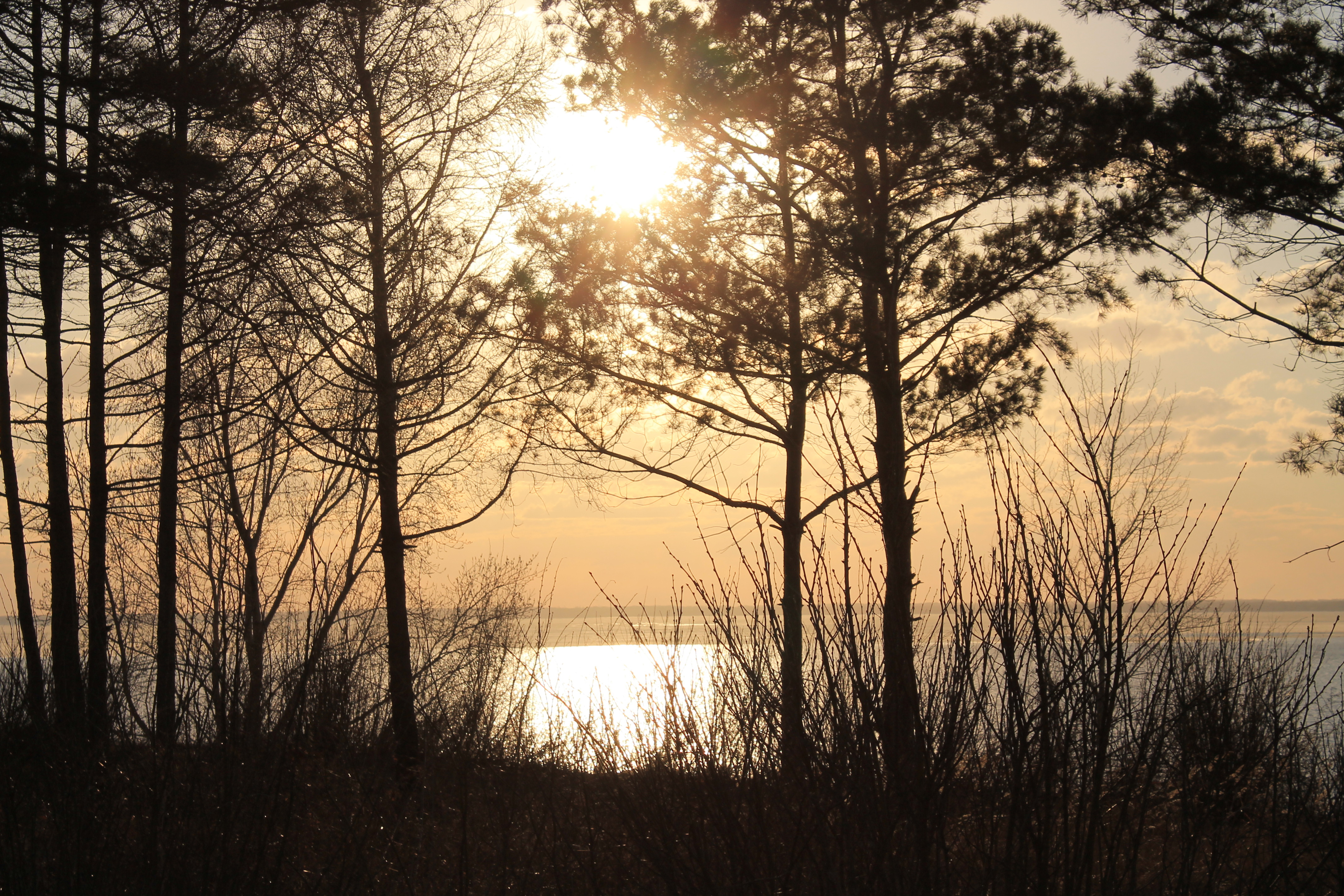
Gezicht op het stuwmeer vanuit de Berdskaja kosa.

In de winter en lente van 2004 werd een nieuw rioleringssysteem in gebruik genomen in Berdsk, waarbij er veel uitwerpselen in het Stuwmeer van Novosibirsk terechtkwamen. Op de oevers daarvan bevonden zich veel kinderkampen. In de zomer brak daarop een enorme uitbraak van hersenvliesontsteking uit. In eerste instantie probeerden de lokale autoriteiten de uitbraak in de doofpot te stoppen, maar met het groeiende aantal patiënten werd door de media een massa-uitbraak gemeld. Uiteindelijk waren er bijna 600 patiënten.
In 2006 werd het stadspark Berdskaja kosa ('landtong van Berdsk') geopend bij de monding van de Berd in het stuwmeer, 3 kilometer ten noordnoordwesten van de stad.

## Vlag en wapen
Berdsk heeft sinds 2004 een eigen vlag met dezelfde symbolen als het wapen van de stad, die een jaar eerder werd aangenomen, maar feitelijk al sinds 1996 als zodanig dienstdoet. Vlag en wapen hebben inksboven een groene driehoek en rechtsonder twee witte driehoeken die staan voor de traditionele kleuren van Siberië: groen voor de taiga, hoop, overvloed, gezondheid en vrijheid en wit voor de sneeuw, puurheid, toegewijdheid en wijsheid. Een blauwe golvende streep door het midden staat voor de rivier de Ob en een kleinere blauwe streep naar rechtsonder staat voor haar zijrivier de Berd. Middenonder staat een afbeelding van de ostrog van Berdsk met gesloten deuren, die werd gebouwd aan de samenloop van beide rivieren. Deze ostrog moet verder de historische continuïteit, respect en het behoud van tradities, gebruiken en cultuur van de stadsbewoners uitbeelden.

## Bevolkingsontwikkeling
| 1914  | 1925  | 1930  | 1939   | 1959   | 1967   | 1970   | 1973   | 1976   | 1979   | 1982   | 1986   | 1987   | 1989   | 1992   | 1996   | 1998   | 2000   | 2001   | 2002   | 2003   | 2005   | 2006   | 2007   | 2008   | 2009   | 2010   | 2011   | 2012   | 2013    | 2014    | 2015    | 2016    |
| ----- | ----- | ----- | ------ | ------ | ------ | ------ | ------ | ------ | ------ | ------ | ------ | ------ | ------ | ------ | ------ | ------ | ------ | ------ | ------ | ------ | ------ | ------ | ------ | ------ | ------ | ------ | ------ | ------ | ------- | ------- | ------- | ------- |
| 6.000 | 4.544 | 5.751 | 11.000 | 29.021 | 45.000 | 53.162 | 58.000 | 63.000 | 67.336 | 68.000 | 76.000 | 77.000 | 79.252 | 81.200 | 85.600 | 85.800 | 86.600 | 87.300 | 88.445 | 88.400 | 90.700 | 91.900 | 93.300 | 94.600 | 95.798 | 96.800 | 97.300 | 98.809 | 100.259 | 101.679 | 102.608 | 102.808 |

In de jaren na het uiteenvallen van de Sovjet-Unie is de stad in tegenstelling tot veel andere Russische steden constant gegroeid. In 2012 werd de 100.000e inwoner geboren.

## Bestuurlijke indeling
De stad is ingedeeld in een zevental microdistricten, waaronder microdistrict 'A, B, V, G', Noord (Severny), Belokamenny, Molodjozny, Razdolny, Zuid (Joezjny) en Zuid-Oost (Joego-Vostotsjny). Het centrum vormt een apart gebied. Ook de gebieden Vojenny gorodok ('garnizoensplaats'), Krasny Sokol ('rode valk'), Vakantiehuizen (Dom otdycha), Izoemroedny gorodok ('Smaragdstadje'), het dorp Vega, het dorp Svetly (rechteroever van de Berd), Retsjkoenovka (rechteroever van de Berd), het dorp Borovoj (vroeger '4e sovchoz') en het dorp Novy (rechteroever van de Berd, tegen het Novosibirskse Akademgorodok) vallen onder de stad.

## Economie
In 2007 telde de beroepsbevolking van Berdsk ongeveer 59.000 mensen. De stad had toen ongeveer 37.000 banen. Veel mensen werken daarom buiten de stad, vooral in Novosibirsk.

### Industrie
De radiofabriek was in de sovjetperiode de belangrijkste werkgever van de stad. Al voor het faillissement hiervan in 1998 (met een doorstart in afgeslankte vorm in 2002), raakten veel mensen hun baan kwijt doordat de omschakeling moest worden gemaakt naar een vrije markteconomie en de productie tegelijkertijd met 90% kelderde. De stad heeft echter haar focus op de industrie behouden. In 2008 bestond 57% van de stedelijke bedrijvigheid uit industrie. De belangrijkste sectoren daarbij waren de voedingsmiddelenindustrie (24%), houtindustrie (14%), metallurgie (13%) en de werktuigbouw (13%). Dat jaar waren bijna 170 industriële bedrijven, waarvan ruim 20 grote bedrijven. Deze industrie is gevestigd op een van de drie industrieterreinen van de stad in het noorden, zuidwesten en het oosten. Het industriegebied oost is de grootste en is gecentreerd rond de chemische fabriek. Nieuwe industrieën zijn microbiële elektrosynthese, medische wegwerpkleding, voedingssupplementen, olieproducten en precisiemechanica.

### Handel en dienstensector
In 2009 waren er in Berdsk ongeveer 350 grotere en 290 kleinere handelsondernemingen, 60 horecaondernemingen en een markt. In 2008 waren 9000 mensen actief voor de consumentenmarkt. In de persoonlijke dienstverlening waren dat jaar bijna 190 bedrijven actief.

## Vervoer
Berdsk heeft een treinverbinding (een uur reistijd) en diverse marsjroetka- en busverbindingen met Novosibirsk. Ook is de stad met Novosibirsk en Akademgorodok verbonden door de drukbereden R-256 (Tsjoejatrakt), die de stad ook verbindt met diverse steden in de kraj Altaj, Republiek Altaj en Mongolië.
De stad heeft een openbaar vervoersnetwerk met directe verbindingen met Akademgorodok, Novosibirsk en Iskitim. Per trein kunnen naast Novosibirsk ook diverse bestemmingen in de Altaj en Kazachstan worden bereikt.
Op de linkeroever bevindt zich een haven voor industriegebonden schepen (zandschepen).

## Onderwijs, wetenschap en gezondheidszorg
De stad telt een veertigtal onderwijsinstellingen, waaronder een vestiging van de Staatsuniversiteit van Novosibirsk voor Pedagogiek en de Staatsuniversiteit van Novosibirsk voor Landbouw.
Het Instituut voor Medische Biotechnologie in de stad fungeert als een afdeling van het staatsonderzoeksinstituut voor Virologie en Biotechnologie Vektor (onderdeel Biopreparat). Er wordt onder andere onderzoek verricht naar de ontwikkeling van medicijnen, preklinisch en klinisch onderzoek.
De stad heeft een kraamkliniek met 100 bedden en een polikliniek.

## Bezienswaardigheden

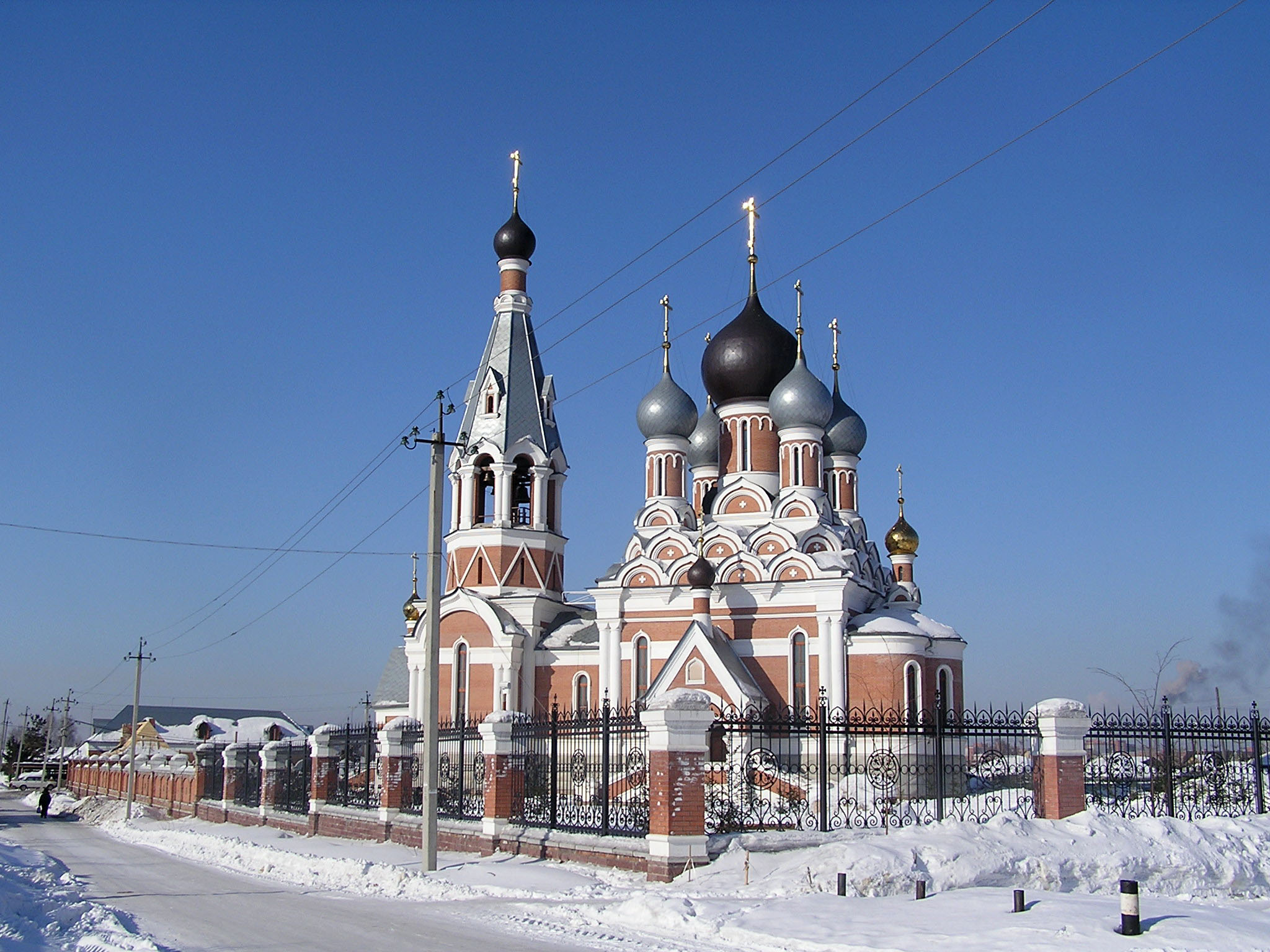
Transfiguratiekathedraal in de winter

De belangrijkste bezienswaardigheid is de Transfiguratiekathedraal, die werd gebouwd in de jaren 1990. Verder bevindt zich een watertoren uit de vroege 20e eeuw nabij het station, die in 2014 werd aangewezen als cultureel erfgoed.

## Militaire betekenis
Bij Berdsk bevond zich lange tijd de 67e Brigade Speciale Eenheden van het GROe binnen het Militair district Siberië, waar vooral helikopters waren gestationeerd. Bij Berdsk bevindt zich daarom ook een militaire luchthaven. In 2009 werd de eenheid echter opgeheven en verplaatst naar Luchthaven Tolmatsjovo.

## Partnersteden
- Bely (oblast Tver)
- Fukang (China), sinds 2011

## Geboren
- Artjom Ovetsjkin (1986), wielrenner